# Centrophryne spinulosa
El pez linterna cornudo es la especie Centrophryne spinulosa, única de su género y única de su familia Centrophrynidae, distribuido por todo el fondo abisal del océano Atlántico y del océano Pacífico. El nombre de la familia procede del griego: kentron (aguijón o pica) + phrynos (sapo).

## Anatomía
La piel está recubierta de numerosas espinas pequeñas; los jóvenes presentan pequeñas barbas bajo la cabeza.
Es una especie con fuerte dimorfismo sexual, de modo que la longitud máxima de los nachos es de 1,6 cm mientras que en hembras es de 23 cm; sin embargo, al contrario de lo que ocurre con otras familias de este mismo orden, los diminutos machos no parasitan a las hembras y continúan su vida libre tras el apareamiento.
Además presentan una linterna característica en su parte frontal.

## Hábitat y forma de vida
Son peces batipelágicos que viven nadando por la zona abisal, en aguas tropicales y subtropicales de todos los océanos, también pueden ser mesopelágicos, pero a pesar de estar en todo el globo es muy raro verlos: sólo se han descrito 25 avistamientos desde su descubrimiento.